# Connarus ruber
Connarus ruber är en tvåhjärtbladig växtart som först beskrevs av Eduard Friedrich Poeppig, och fick sitt nu gällande namn av Jules Émile Planchon. Connarus ruber ingår i släktet Connarus och familjen Connaraceae.

## Underarter
Arten delas in i följande underarter:
- C. r. acutissimus
- C. r. sprucei